# Tōrō

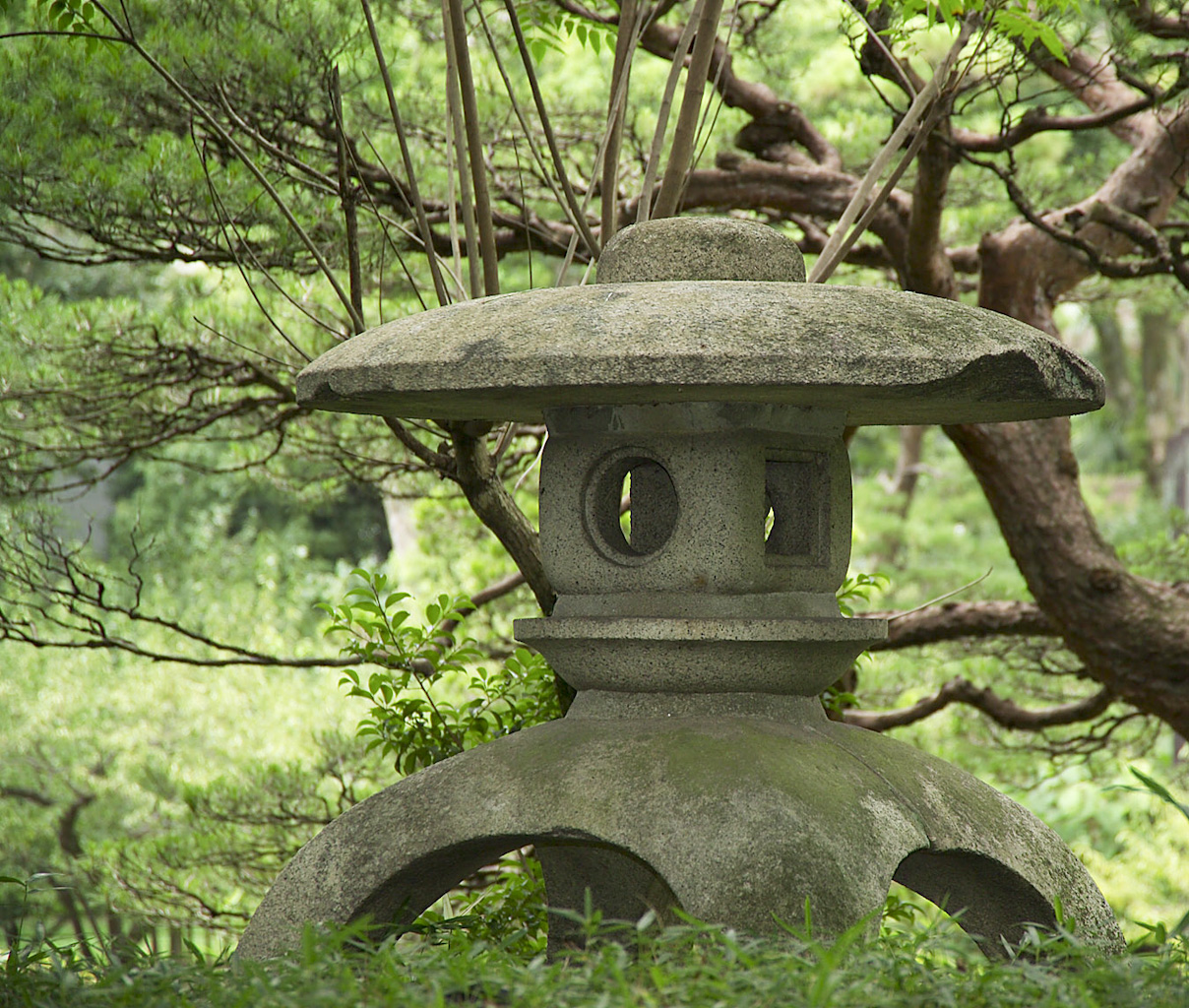
Tōrō dans le jardin Shukkei-en.

Au Japon, les tōrō (灯籠／灯篭／灯楼, « panier à lumière, phare ») sont un type de lanternes anciennes en pierre, en bois ou en métal, suspendues ou non. Originaires de Chine, leur premier usage est bouddhique.

## Histoire
Comme beaucoup d'autres éléments de l'architecture classique japonaise, ces lanternes sont originaires de Chine, quoiqu'il n'en subsiste que de très rares exemplaires dans ce pays et qu'elles ne sont pas aussi répandues en Corée qu'elles le sont au Japon. Au Japon, les tōrō sont à l'origine employées seulement dans les temples bouddhistes où elles sont alignées et éclairent les chemins. Les lanternes allumées sont alors considérées comme une offrande à Bouddha. Durant l'époque de Heian (794-1185), leur usage s'étend et elles sont utilisées dans les sanctuaires shinto et les résidences privées.
Les plus anciennes lanternes de bronze et de pierre existantes se trouvent à Nara. Taima-ji possède une lanterne en pierre façonnée à l'époque de Nara, tandis que celle de Kasuga-taisha date de l'époque de Heian. Durant l'époque Azuchi Momoyama (1568-1600), les lanternes de pierre sont rendues populaires par les maîtres du thé qui les utilisent comme décoration dans les jardins. Bientôt ils commencent à développer de nouveaux types en fonction de la nécessité. Dans les jardins modernes, elles ont une fonction purement ornementale et sont disposées le long des chemins, près de l'eau ou à côté d'un bâtiment.

## Description
Les tōrō peuvent être classées en deux types principaux, les tsuri-dōrō (釣灯籠／掻灯／吊り灯籠, lit. « lampe suspendue »), qui sont habituellement suspendues aux avant-toits d'un édifice, et les dai-dōrō (台灯籠, lit. « lampe plate-forme ») utilisées dans les jardins et le long de l'approche (sandō) d'un sanctuaire ou d'un temple. Les deux types les plus courants de dai-dōrō sont la lanterne de bronze et la lanterne de pierre, qui ressemblent à des lanternes suspendues posées sur un piédestal.
Dans sa forme originale complète (certains de ses éléments peuvent être manquants ou bien avoir des ajouts), comme le gorintō et la pagode, le dai-dōrō représente les cinq éléments de la cosmologie bouddhiste. La partie la plus basse et qui touche le sol, représente chi, « la terre », la partie suivante représente sui, « l'eau » ; ka, « le feu », est représenté par la partie recouvrant la lumière ou la flamme de la lanterne, tandis que fū, « l'air », et kū, « le vide ou l'esprit », sont représentés par les deux dernières parties les plus hautes et dirigées vers le ciel. Les segments expriment l'idée qu'après la mort, nos corps physiques retournent à leur forme élémentaire originale.

## Lanternes suspendues

Lanternes suspendues (tsuri-dōrō) au Tanzan-jinja.

Également appelées kaitomoshi (掻灯), les lanternes suspendues tsuri-dōrō sont petites, possèdent quatre à six côtés et sont faites de métal (cuivre) ou de bois. Introduites à l'origine en provenance de Chine via la Corée au cours de l'époque de Nara, elles sont initialement utilisées dans les palais impériaux.

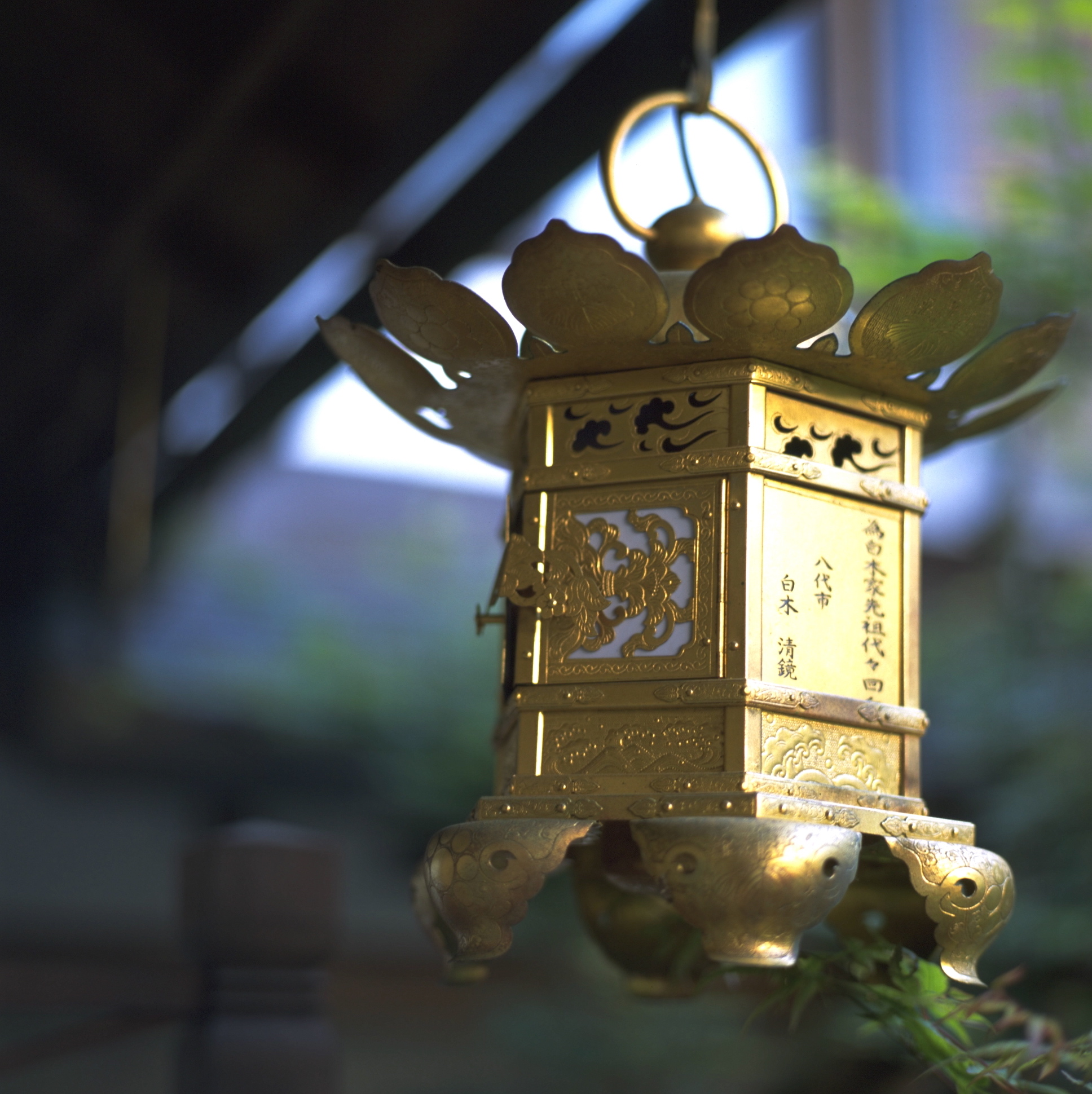
Lanterne suspendue votive.
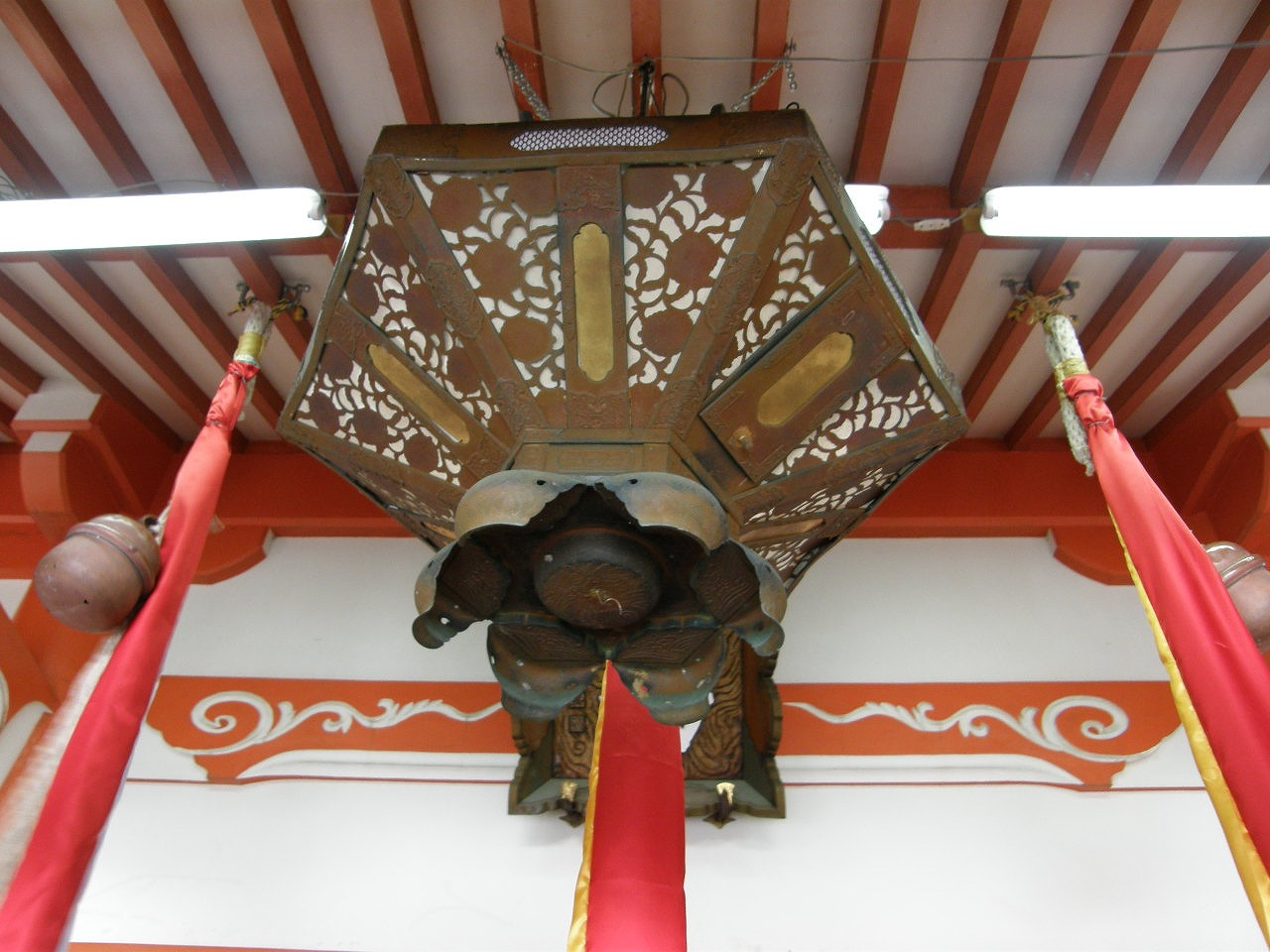
Lanterne suspendue hexagonale.
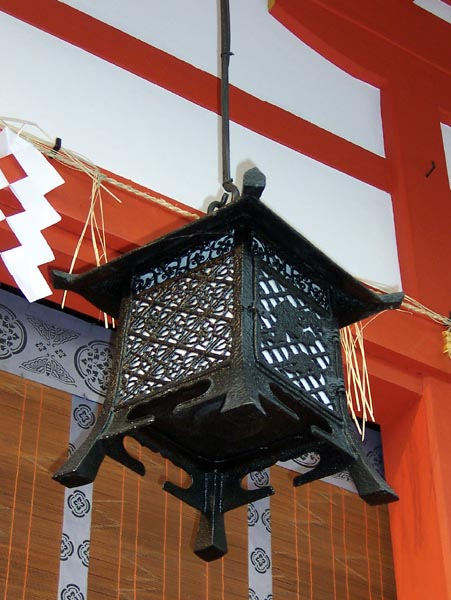
Lanterne suspendue au Fushimi Inari-taisha.
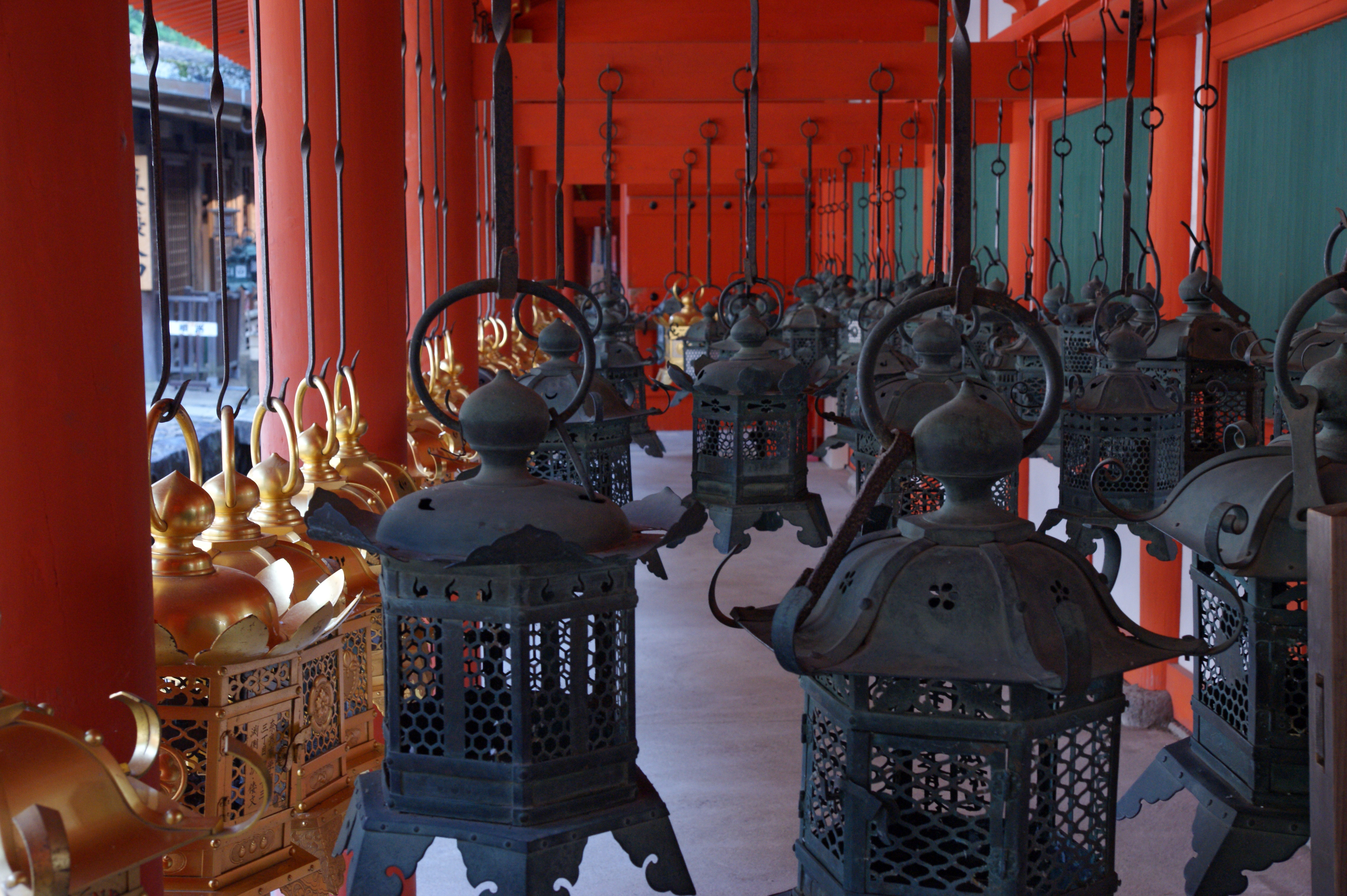
Lanternes suspendues au Kasuga-taisha.

## Lanternes en bronze
Les lanternes en bronze, ou kondō-dōrō (金銅燈籠, « lanterne de bronze doré ») (voir photos de la galerie) ont une longue histoire au Japon, mais ne sont pas aussi communes ou aussi diverses que celles en pierre. Dans leur forme classique, elles sont divisées en sections qui représentent les cinq éléments de la cosmologie bouddhiste. Pour plus de détails sur la structure de l'une de ces lanternes, voir la section suivante, lanternes en pierre.
Nombre d'entre elles sont classées bien culturel important par l'agence pour les Affaires culturelles. Celle située en face du daibutsuden du Tōdai-ji par exemple est classée trésor national japonais. Dans son musée, Kōfuku-ji en possède une fabriquée en 816 qui est aussi classée trésor national.

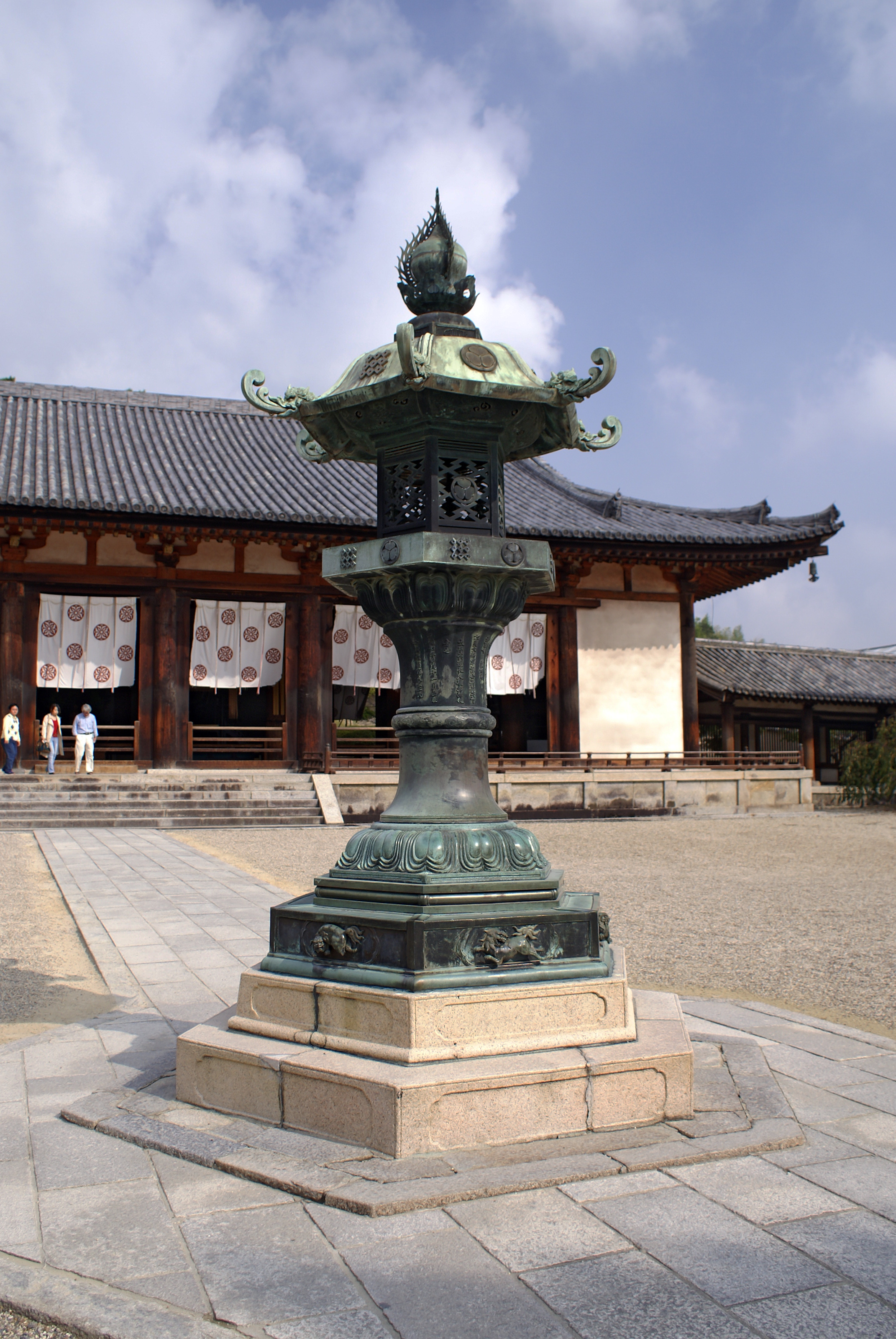
Lanterne en bronze au Hōryū-ji.
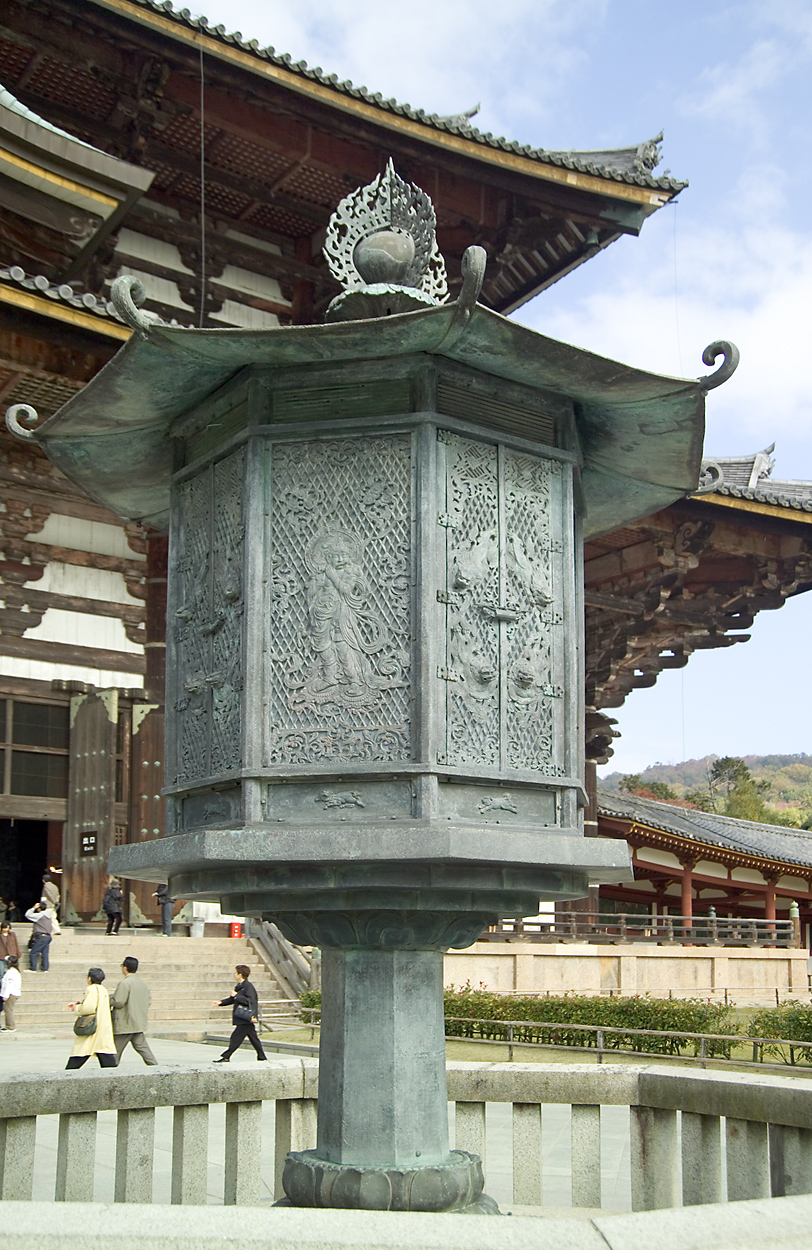
Lanterne en bronze au Tōdai-ji (trésor national japonais).
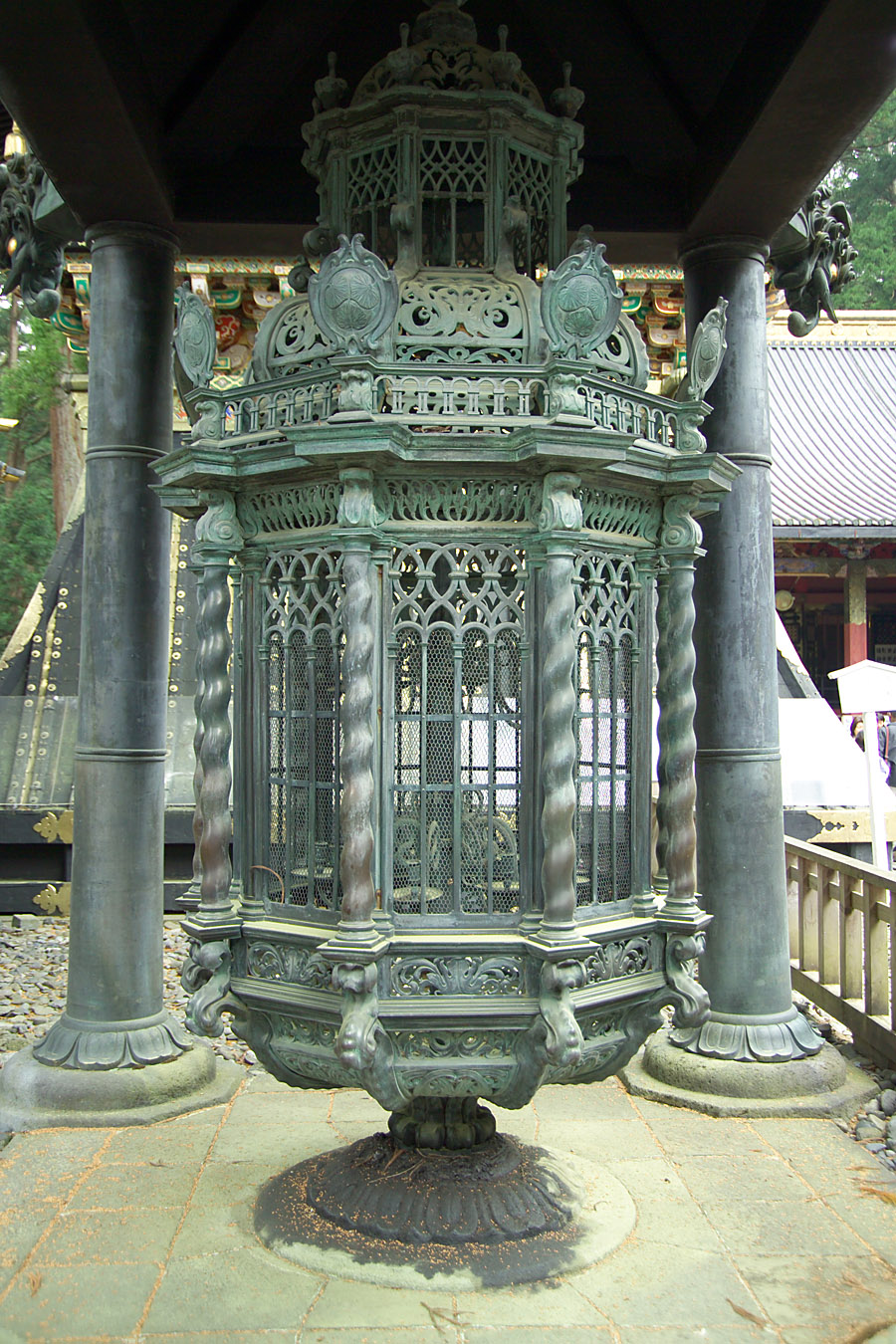
Lanterne en bronze au Nikkō Tōshō-gū.
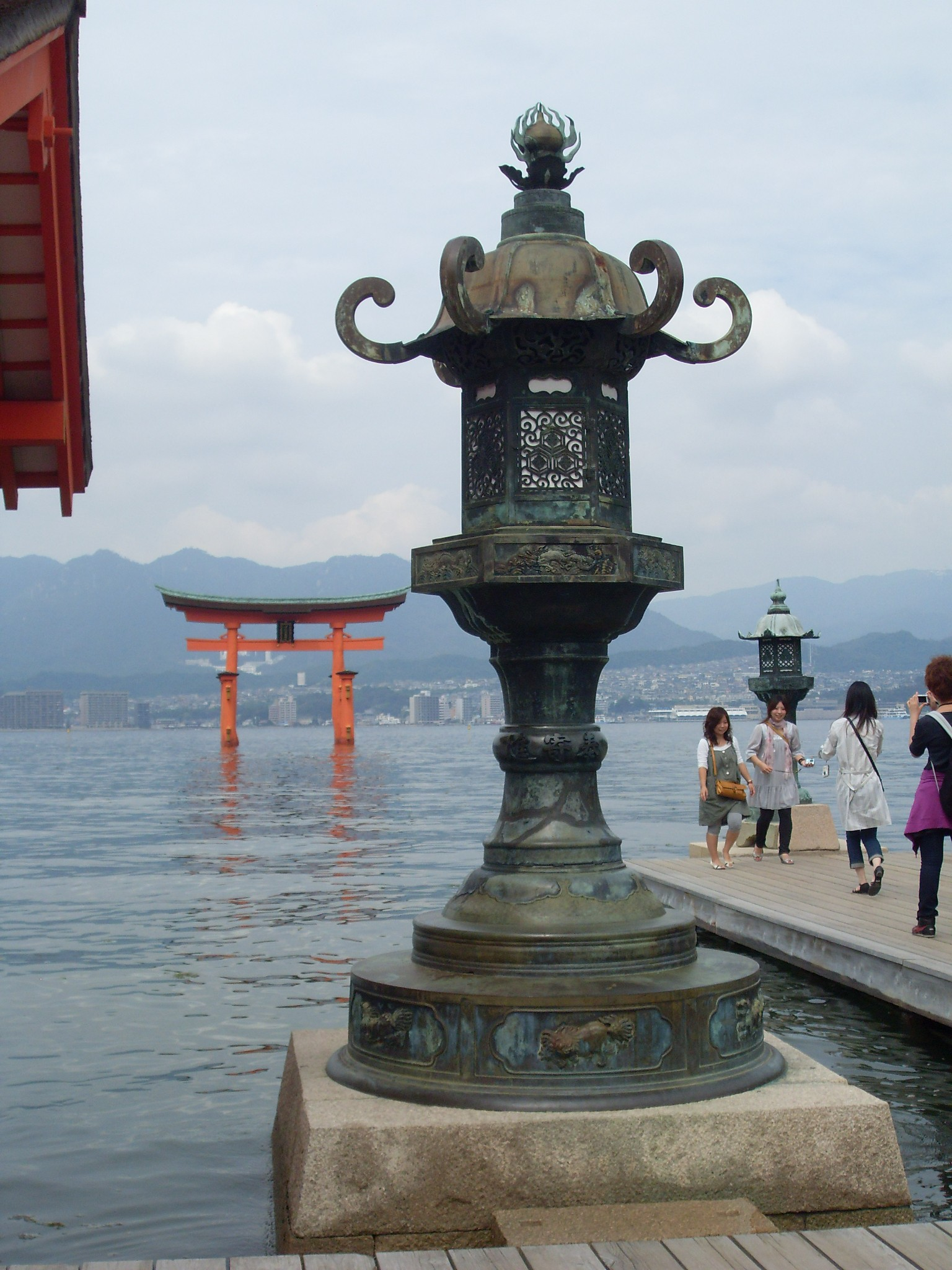
Lanterne en bronze au Itsukushima-jinja.

## Lanternes de pierre
Un dai-dōrō est le plus souvent fait de pierre, et dans ce cas est appelé ishi-dōrō (石灯籠, lit. « lanterne de pierre »).

### Structure d'une lanterne de pierre

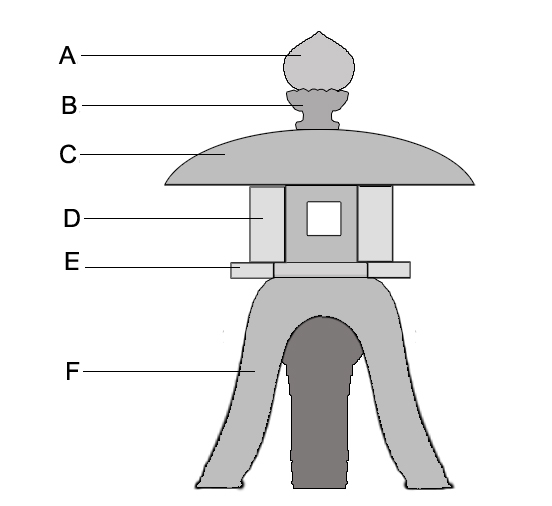
Diagramme d'une lanterne de pierre. A. Hōju ou hōshu. B. Ukebana. C. Kasa. D. Hibukuro. E. Chūdai. F. Sao.

Les éléments constitutifs d'une lanterne en pierre (ou en bronze) sont, de haut en bas :
- hōju ou hōshu (宝珠?, lit. « joyau ») : la partie en forme d'oignon au sommet du faîteau ;
- ukebana (請花?, lit. « fleur de réception ») : le support en forme de lotus du hōshu ;
- kasa (笠?, lit. « parapluie ») : le parapluie conique ou pyramidal couvrant le foyer. Les coins peuvent se recourber vers le haut pour former ce qu'on appelle warabide (蕨手?) ;
- hibukuro (火袋?, lit. « sac à feu ») : le foyer où est allumé le feu ;
- chūdai (中台?, lit. « plateforme centrale ») : la partie sur laquelle repose le foyer ;
- sao (竿?, lit. « poteau ») : le poteau, souvent absent ou remplacé par des pieds ;
- kiso (基礎, lit. « fondation »?) : la base, généralement arrondie ou hexagonale, et absente dans un ikekomi-dōrō (voir ci-dessous) ;
- kidan (基壇?, lit. « plateforme de base »)[6] : une dalle de pierre aux formes variées parfois présente sous la base.

Comme indiqué ci-dessus, la structure de la lanterne est destinée à symboliser les cinq éléments de la cosmologie bouddhiste. À la seule exception du foyer, des pièces peuvent être absentes. Par exemple, un oki-dōrō, ou lanterne mobile (voir ci-dessous), ne dispose pas de poteau et repose directement sur le sol. Il peut aussi manquer un parapluie.

### Types de lanterne en pierre
Les lanternes de pierre peuvent être classées en cinq groupes de base, chacun possédant de nombreuses variantes.

#### Lanternes sur pied
Les tachidōrō (立ち灯籠), ou lanternes sur colonne, sont les plus communes. La base est toujours présente et le foyer est décoré de sculptures de cerfs ou de pivoines (voir photos dans la galerie). Il en existe plus de 20 sous-types. Les suivantes sont parmi les plus courantes.
- Kasuga-dōrō (春日灯籠?). Nommé d'après Kasuga-taisha, il est très commun dans les temples et les sanctuaires. Le parapluie est petit et présente soit six ou huit faces avec un warabite dans les coins. Le foyer est soit hexagonal soit carré, avec des sculptures représentant des cerfs, le Soleil ou la Lune. Grand et mince, il est souvent trouvé près du deuxième torii d'un sanctuaire[3].
- Yūnoki-dōrō (柚ノ木灯篭?). La deuxième plus ancienne lanterne de pierre au Japon, qui se trouve au sanctuaire Kasuga, est un yūnoki-dōrō ou lanterne de pierre de cédratier[9]. Ce style remonte au moins à l'époque de Heian. Le poteau a des anneaux sculptés en bas, au milieu et en haut, et la base hexagonale et la plate-forme du milieu sont sculptées avec des lotus. Le parapluie est simple et n'a ni warabite ni ukebana[1]. Le yunoki semble provenir d'un cédratier qui se dressait près de la lanterne du sanctuaire de Kasuga[9]. Ce type de lanterne est devenu populaire dans les jardins des maisons de thé durant l'époque d'Edo.

#### Lanternes enfouies

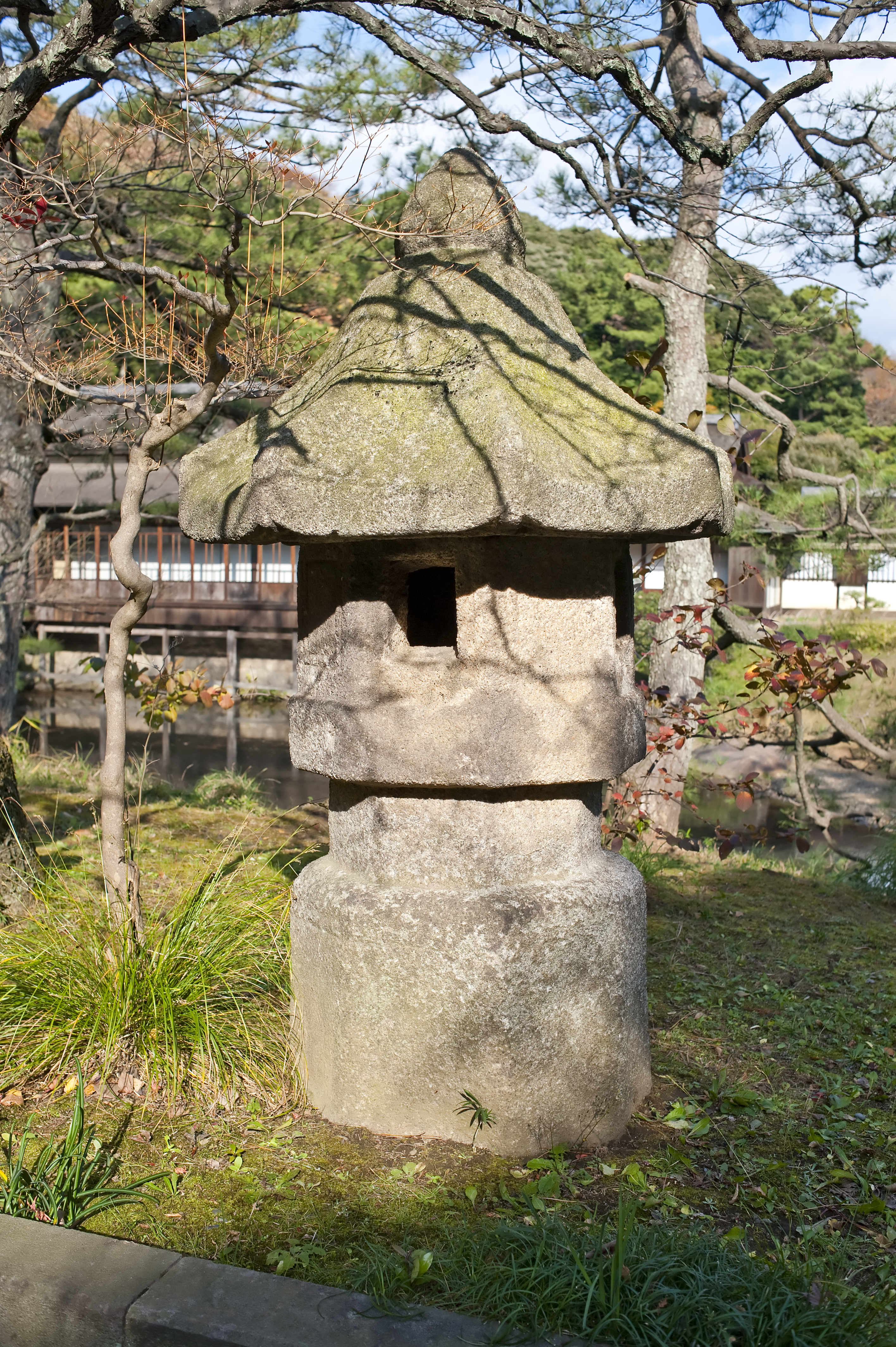
Un ikekomi-dōrō.

Les ikekomi-dōrō (活け込み燈籠), ou lanternes enfouies, sont des lanternes de taille moyenne dont le poteau ne repose pas sur une base, mais va directement dans le sol. En raison de leur taille modeste, elles sont utilisées le long des chemins ou près des bassins de pierre dans les jardins.
- Oribe-dōrō (織部灯籠?). Ce type commun est nommé d'après Furuta Shigenari, un noble connu sous le nom « Oribe », qui l'a conçu pour être utilisé dans les jardins[10]. Le foyer est un cube avec une fenêtre de chaque côté : l'avant et l'arrière sont de forme carrée, la droite et à gauche sont respectivement en forme de croissant de lune et de pleine lune. Le parapluie est petit et possède quatre faces.
- Kirishitan-dōrō (キリシタン灯籠?). C'est en fait un oribe-dōrō avec des symboles chrétiens cachés. Ce style est né pendant la persécution de la religion chrétienne au Japon, où beaucoup ont continué à pratiquer leur foi en secret[10],[note 2].
- Mizubotaru-dōrō (水蛍燈籠?). Il s'agit d'un ikekomi-dōrō typique, son foyer comporte des ouvertures carrées sur deux côtés opposés et des ouvertures à double triangle sur les deux autres côtés. Ce type de lanterne est utilisé à la villa impériale de Katsura à Kyoto. Le toit est de forme carrée et arrondie[10].

#### Lanternes mobiles
Les oki-dōrō (置き燈籠) ou lanternes mobiles doivent leur nom au fait qu'elles viennent reposer sur le sol, et ne sont fixées en aucune façon. Ce type dérive probablement des lanternes suspendues, auxquelles elles ressemblent fortement, déposées à même le sol. Elles sont communément utilisées autour des entrées des maisons et le long des chemins. Ce qui suit en est un exemple.
Sankō-dōrō (三光灯籠) est un exemple d’oki-dōrō. Cette lanterne est juste une petite boîte en pierre au plafond bas. Il doit son nom, « Lanterne des trois lumières », à ses fenêtres en forme de soleil et de lune à l'avant et à l'arrière, et en forme d'étoile aux extrémités. Ce type de lanternes est habituellement placé près de l'eau. Il peut se trouver dans les jardins de la villa impériale de Katsura.

#### Nozura-dōrō
Les nozura-dōrō (野面灯籠) sont des lanternes faites avec des pierres rugueuses, non polies (voir photo dans la galerie).

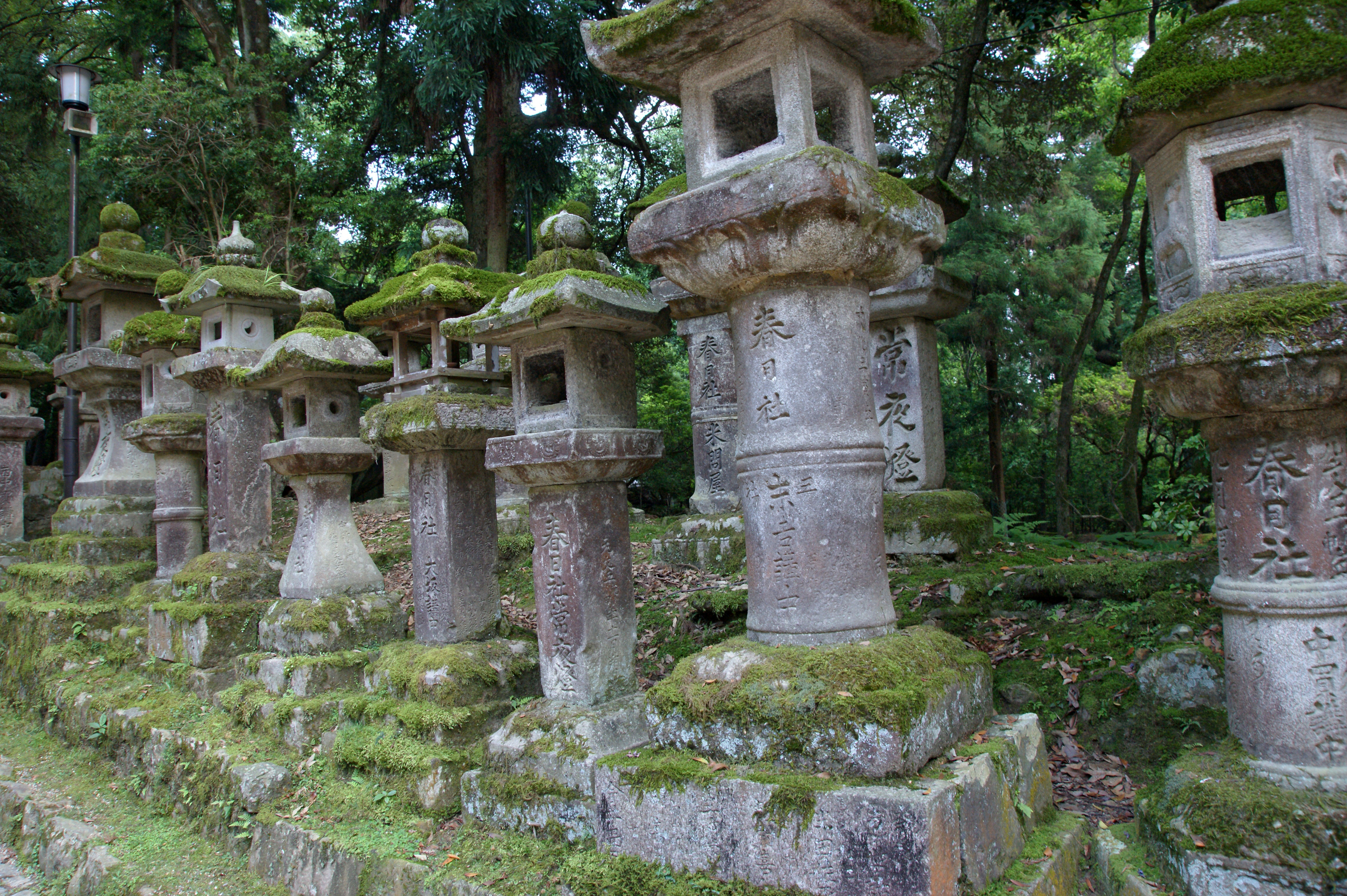
Tachi-dōrō du type kasuga-dōrō.
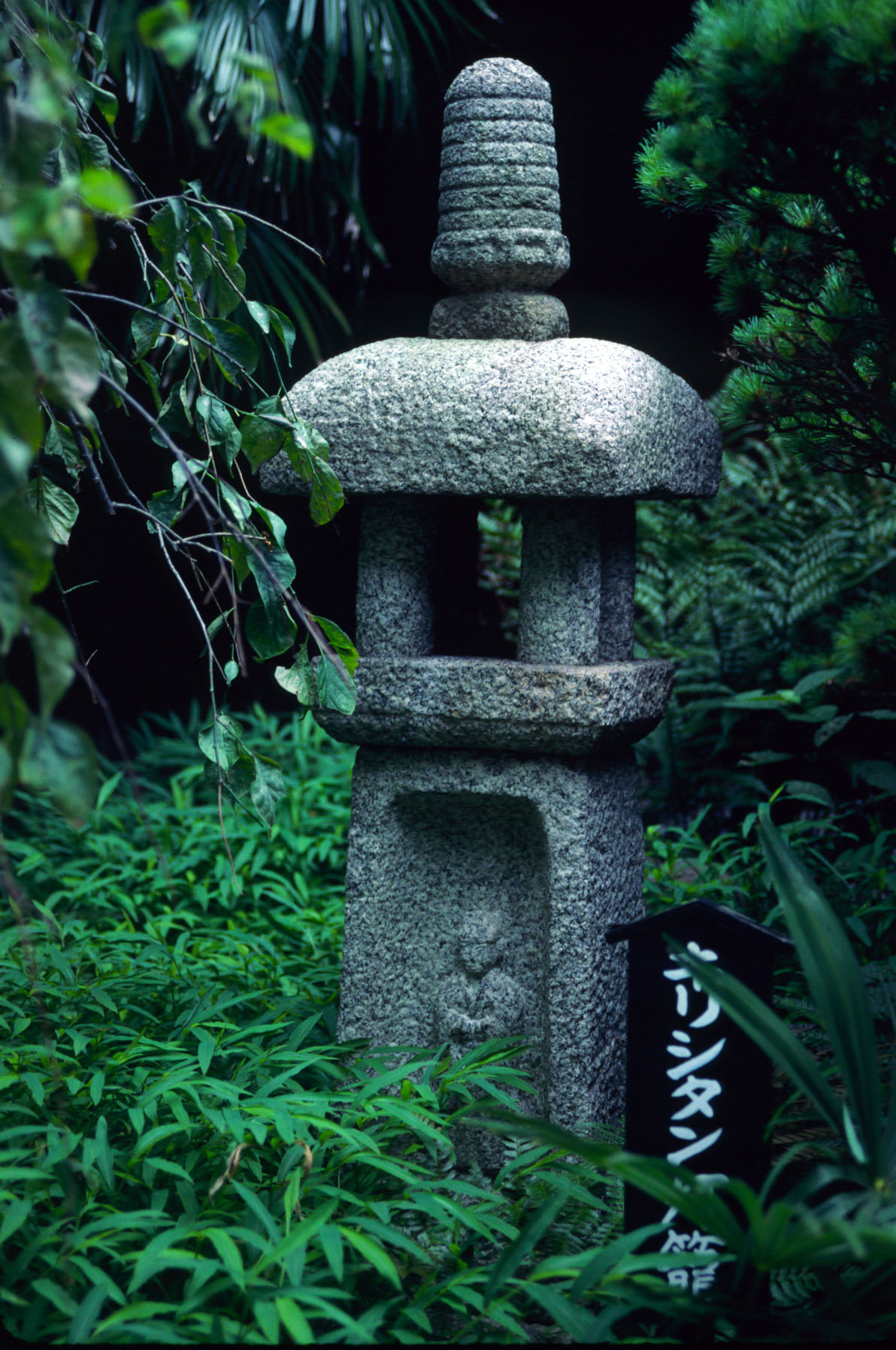
Un kirishitan-dōrō.
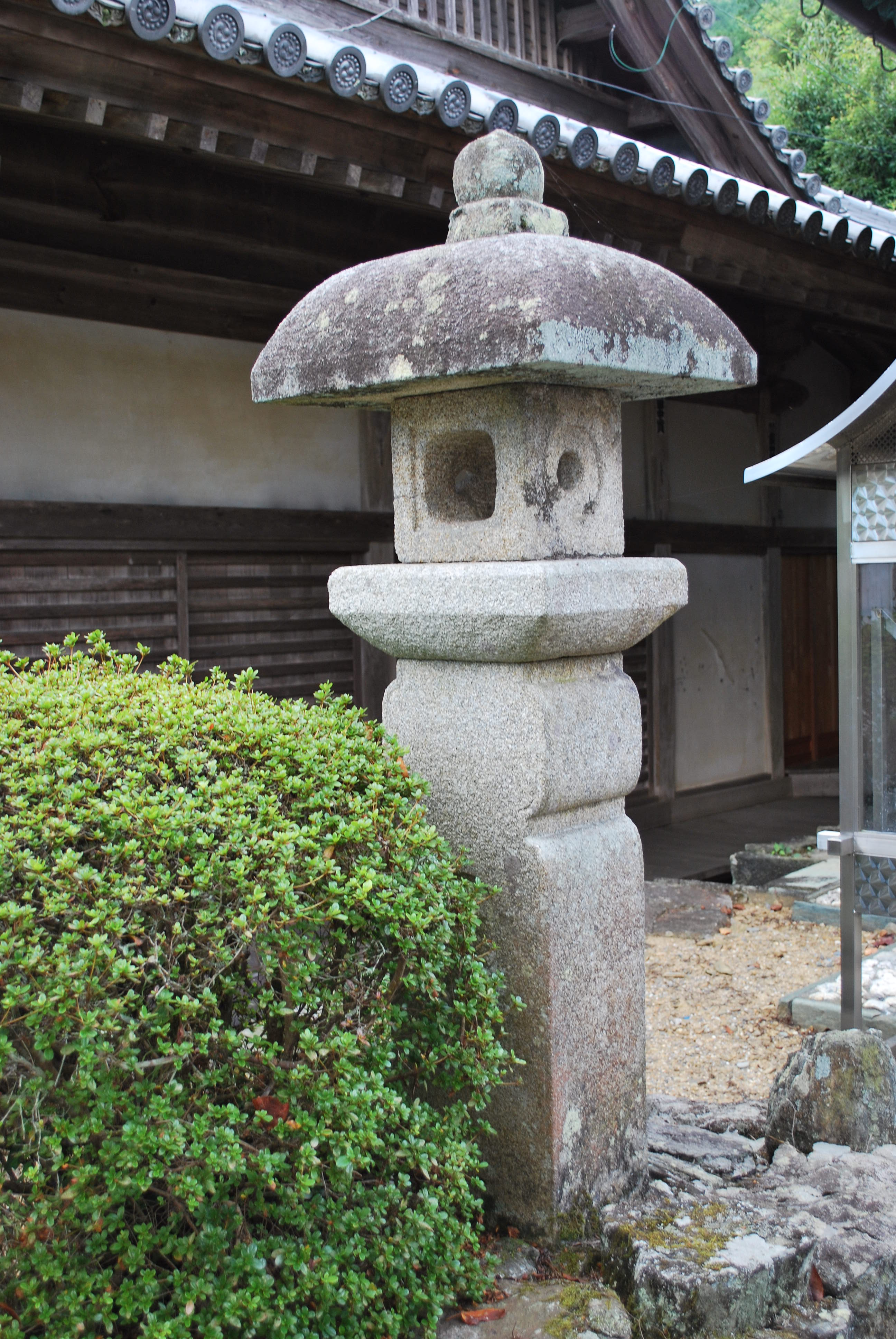
Ikekomi-dōrō du type kirishitan-dōrō.
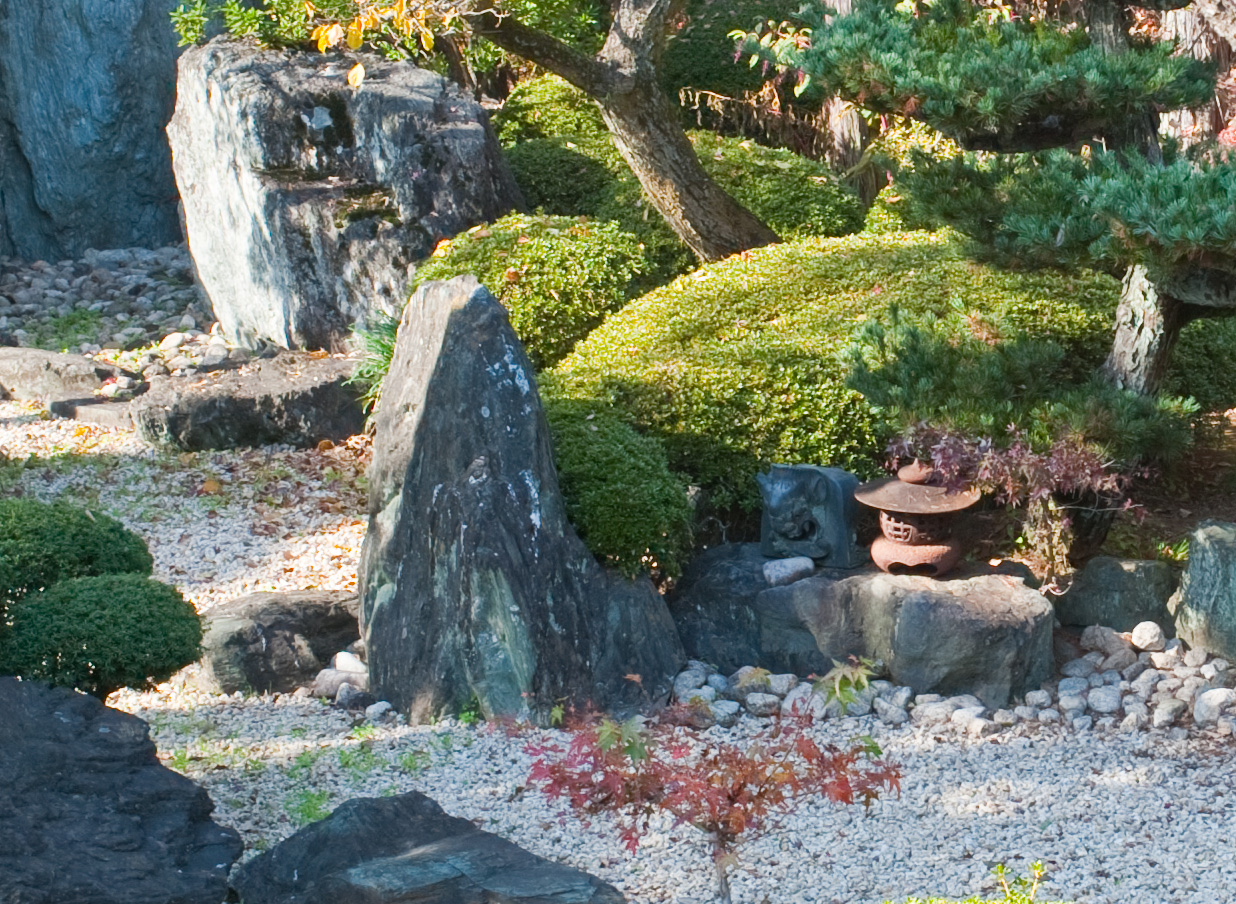
Un oki-dōrō.
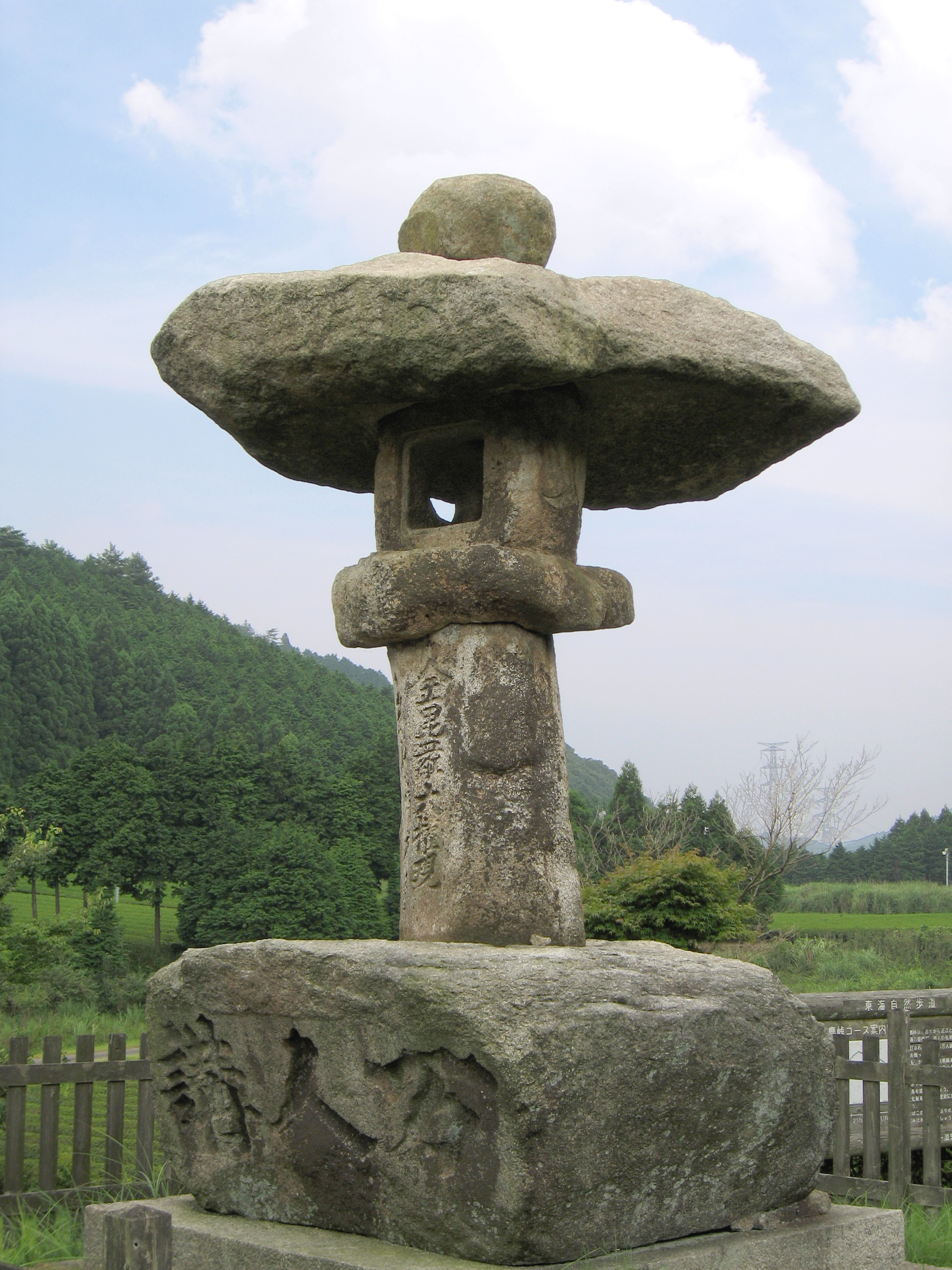
Un nozura-dōrō.
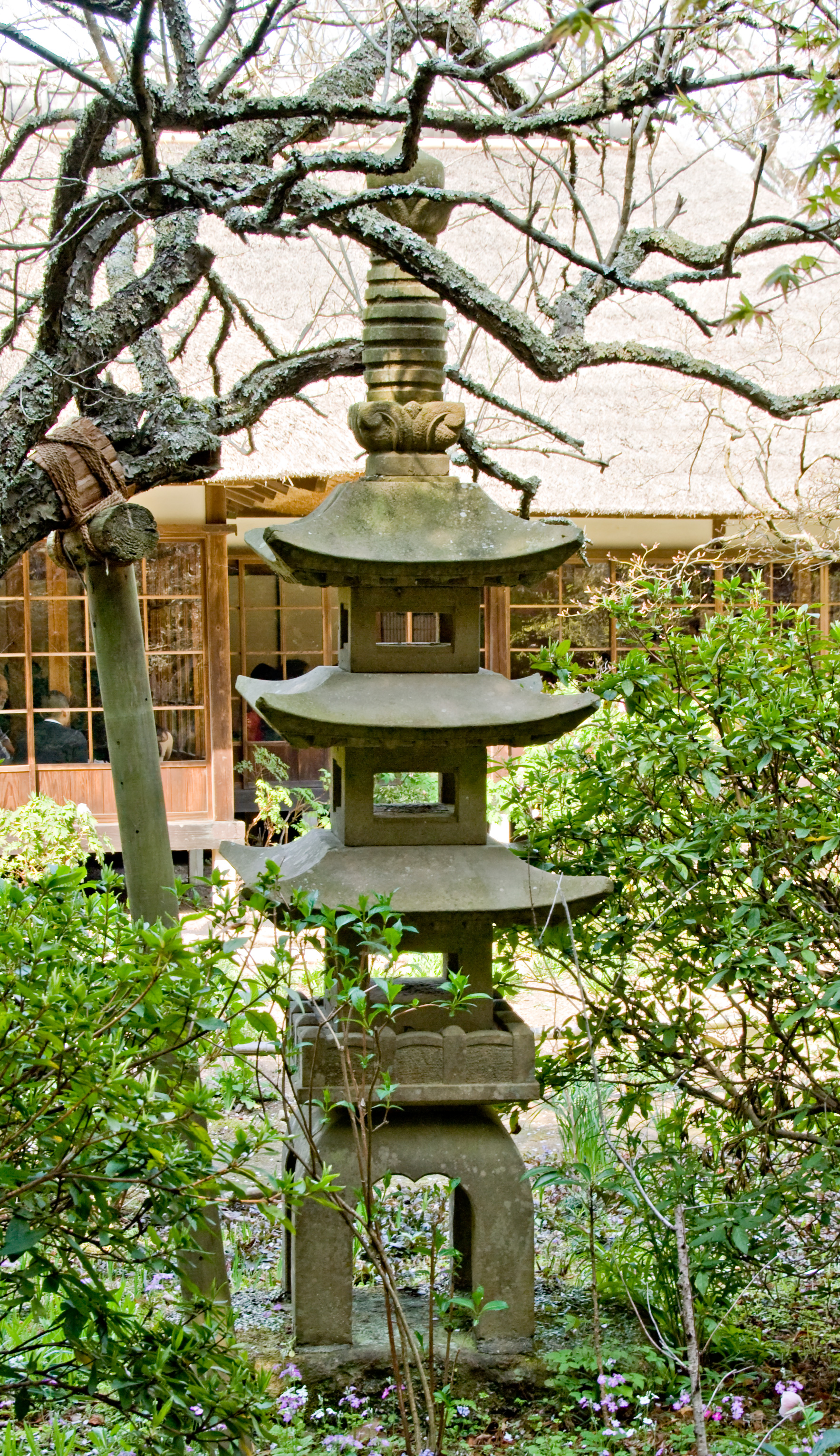
Lanterne en forme de pagode au Jōchi-ji.
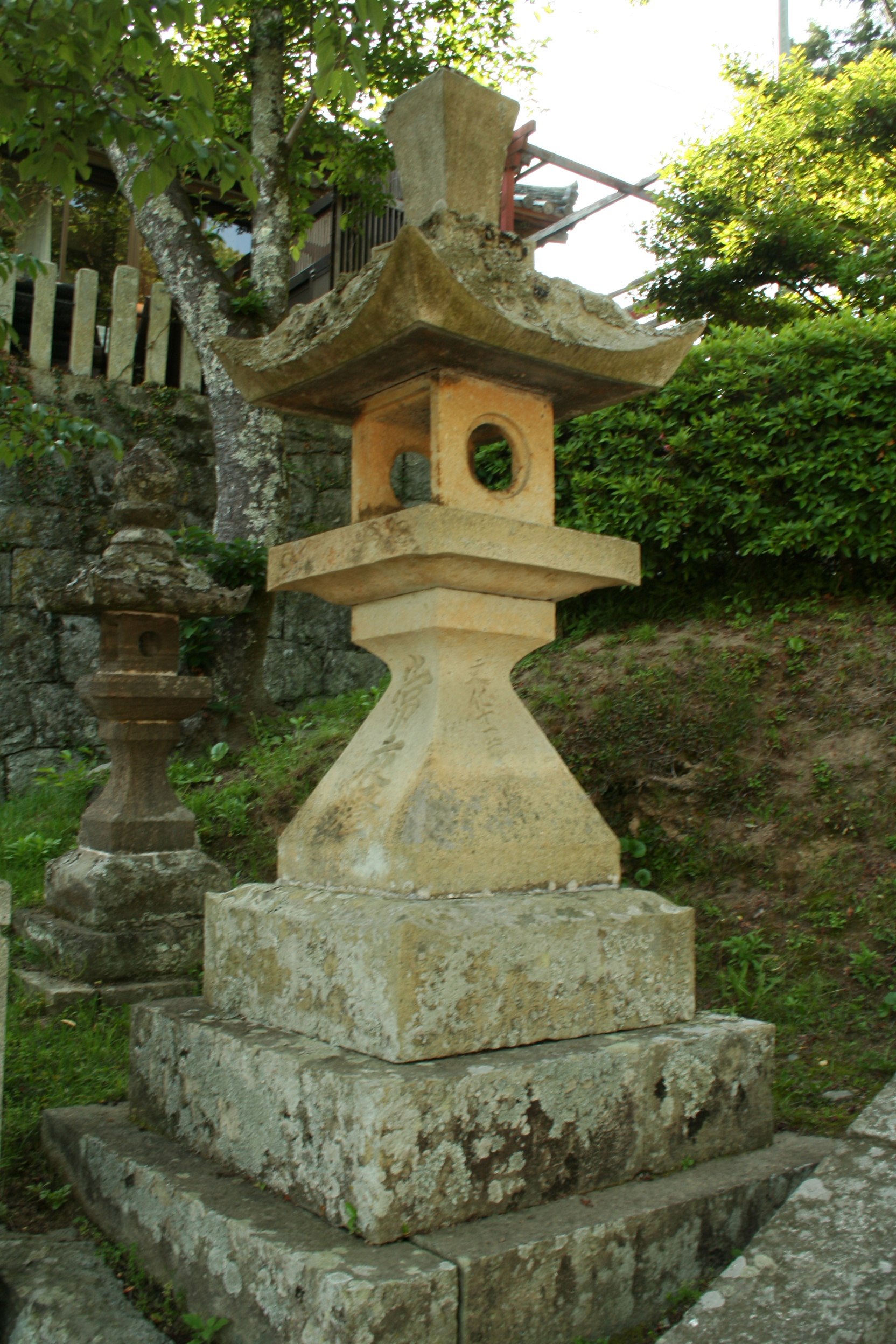
Un kaku-dōrō (角灯籠?, « lanterne carrée »).
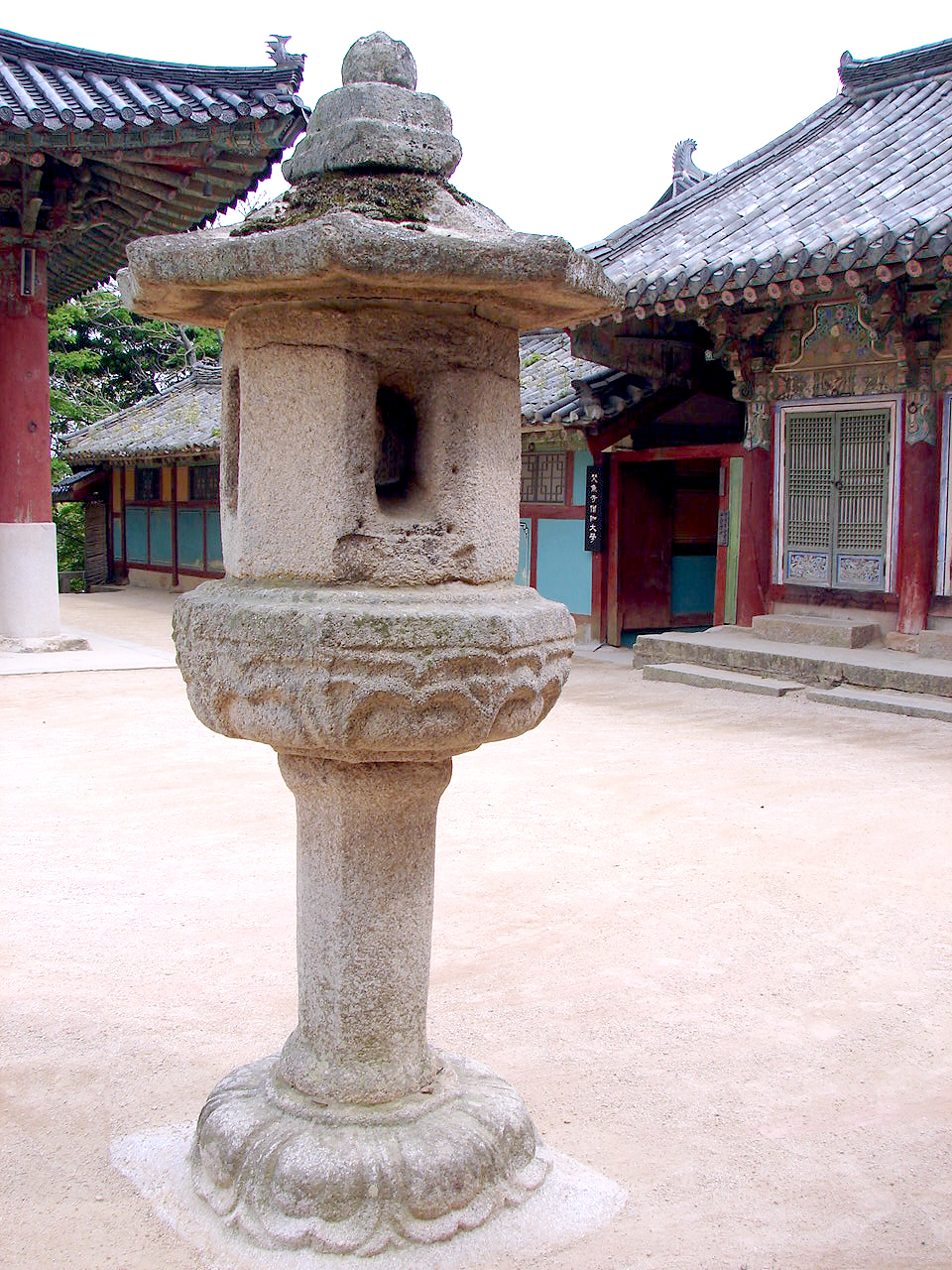
Lanterne en pierre en Corée.

#### Yukimi-dōrō
Les yukimi-dōrō (雪見燈籠) « lanterne de vision de la neige » ou lanternes à pattes ont comme base non pas un poteau mais de un à six pieds incurvés, et un large parapluie au faîteau soit faible soit inexistant. lorsqu’il neige, son large chapeau retient la neige et crée une scène visuellement attrayante. Relativement bas, ils sont utilisés exclusivement dans les jardins. Elles sont typiquement placées près de l'eau, et une lanterne à trois jambes a souvent deux pieds dans l'eau et un sur terre. Le parapluie peut être rond ou avoir de trois à huit côtés, tandis que le foyer est généralement hexagonal.
Ce type de lanterne a probablement été développé au cours de l'époque Azuchi Momoyama, mais les plus anciens exemples existants — qui se trouvent à la villa impériale de Katsura à Kyoto —, ne remontent qu'aux débuts de l'époque d'Edo au XVIIe siècle.

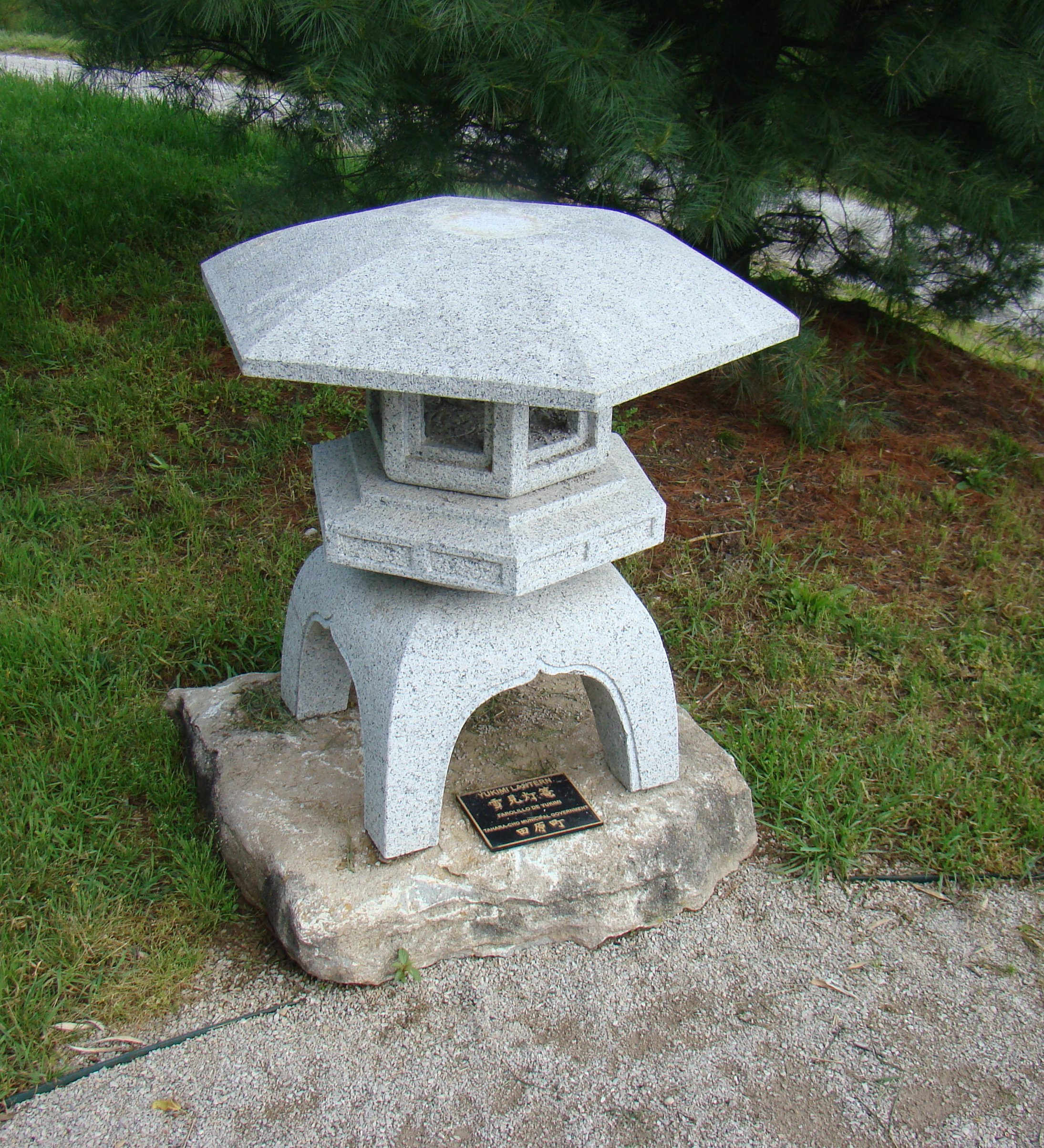
Yukimi-dōrō à quatre pieds.
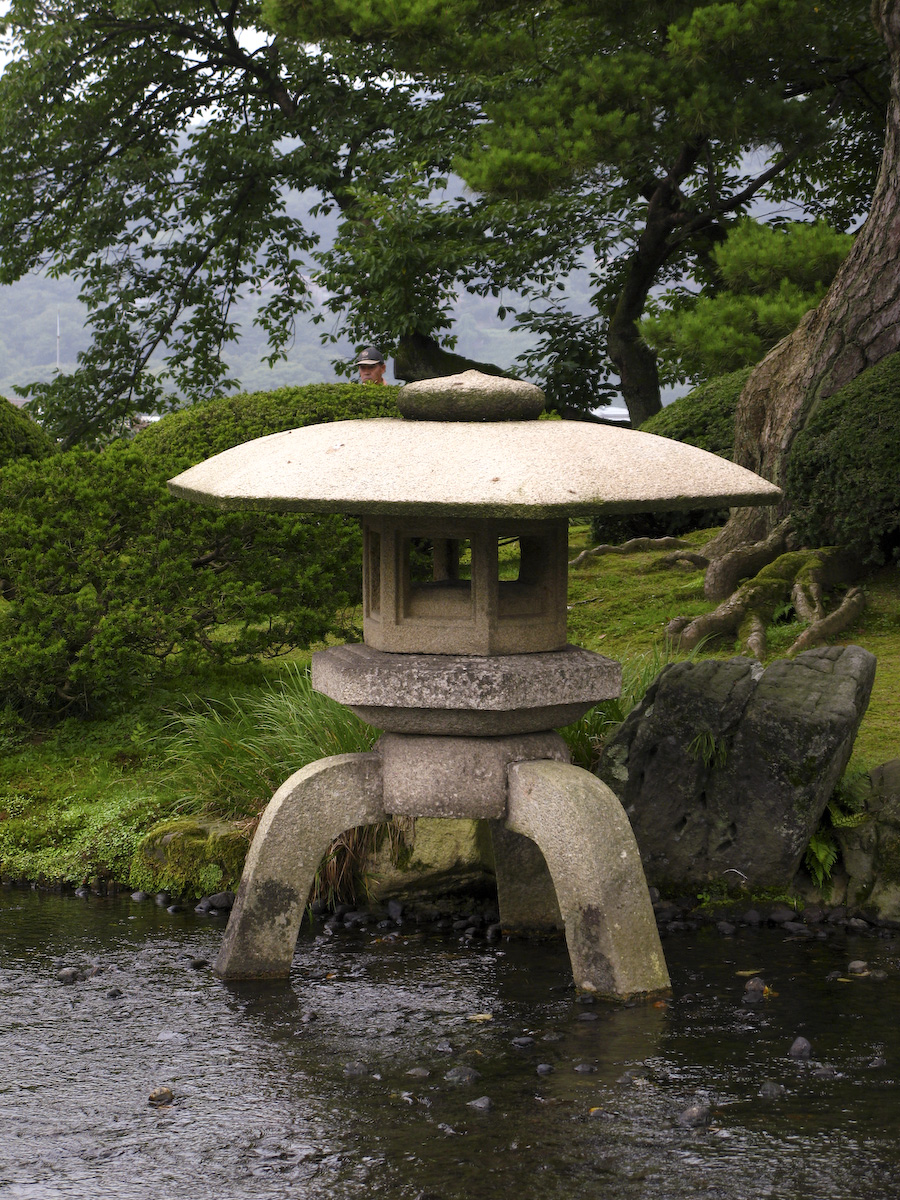
Yukimi-dōrō à trois pieds. Un pied repose à terre, les deux autres dans l'eau.
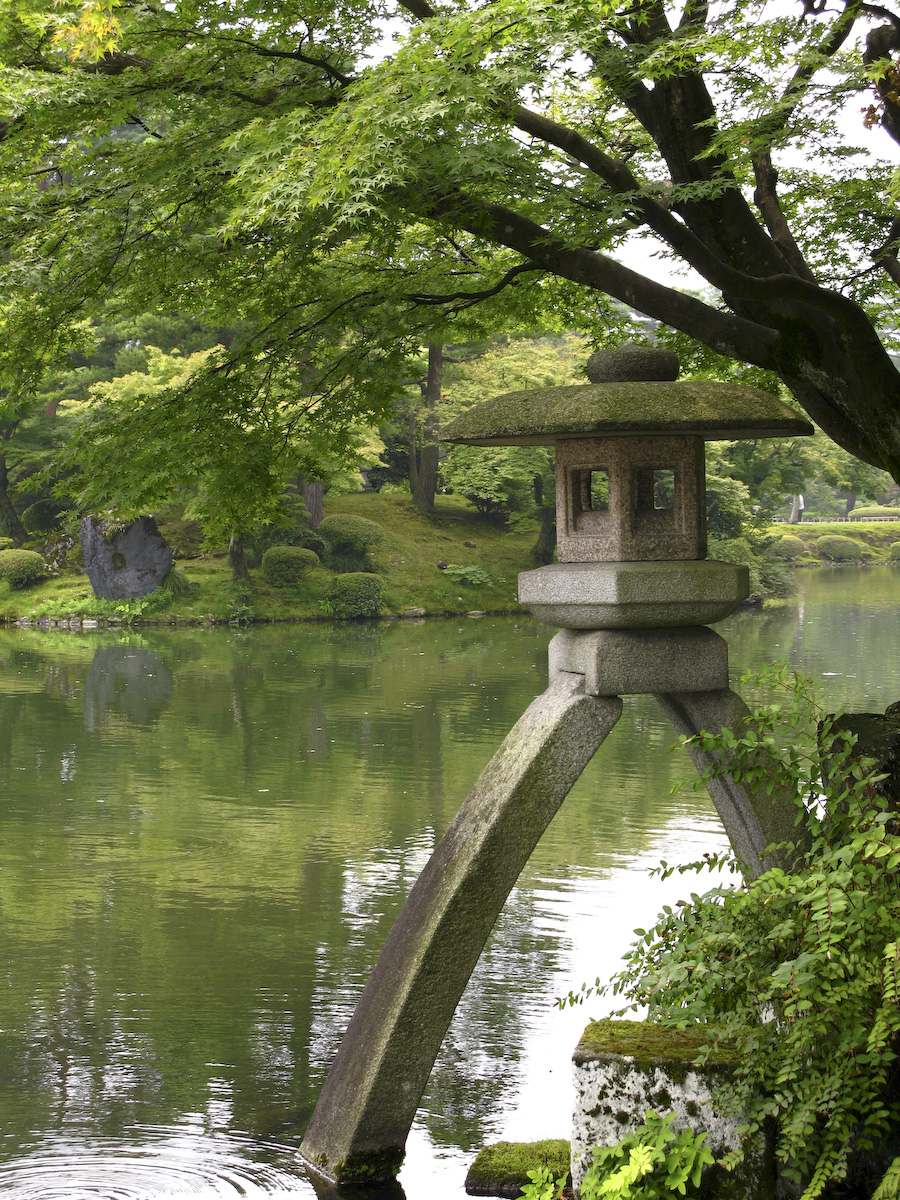
Yukimi-dōrō à deux pieds.
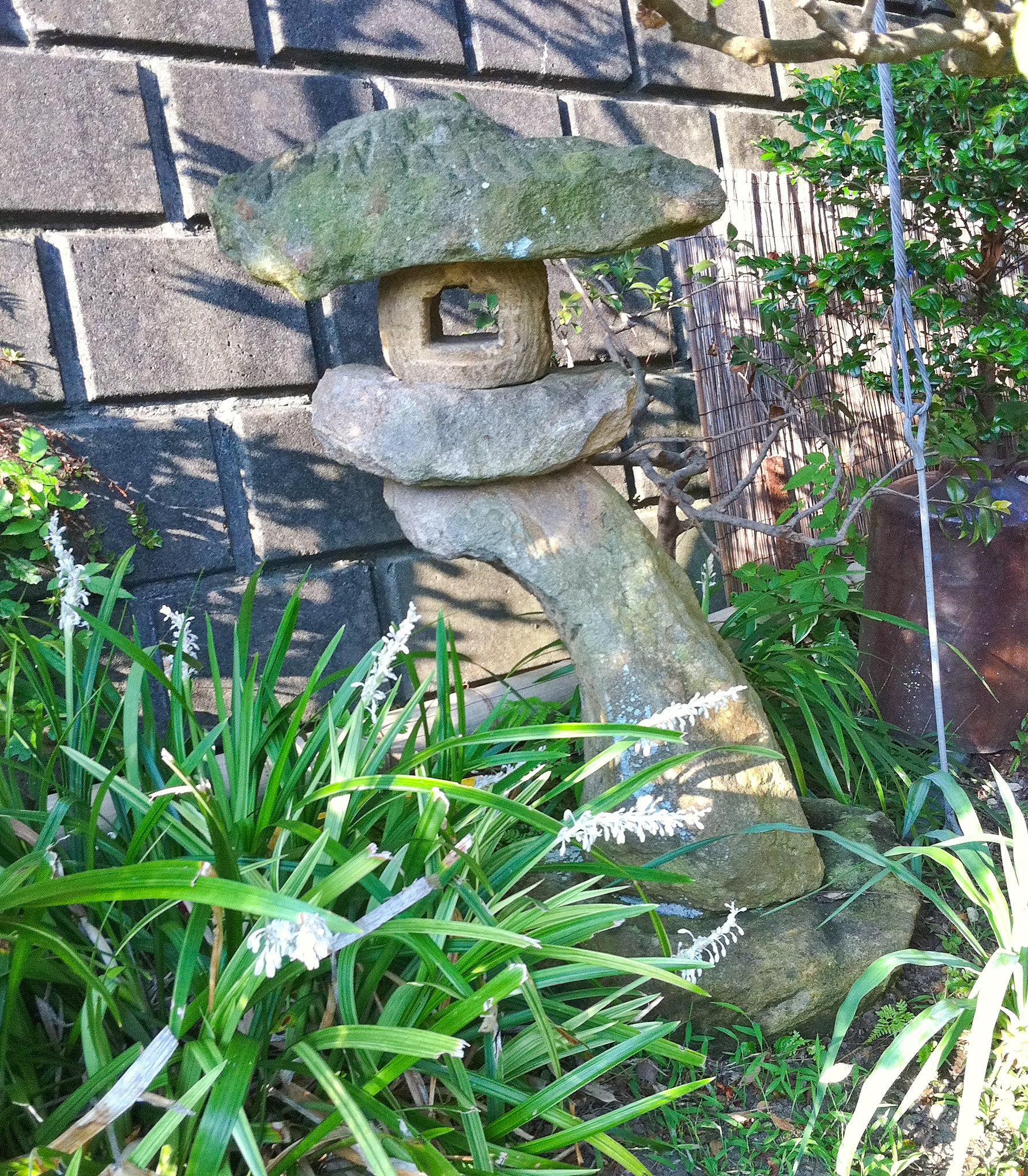
Yukimi-dōrō à un pied.

## Lanternes en porcelaine

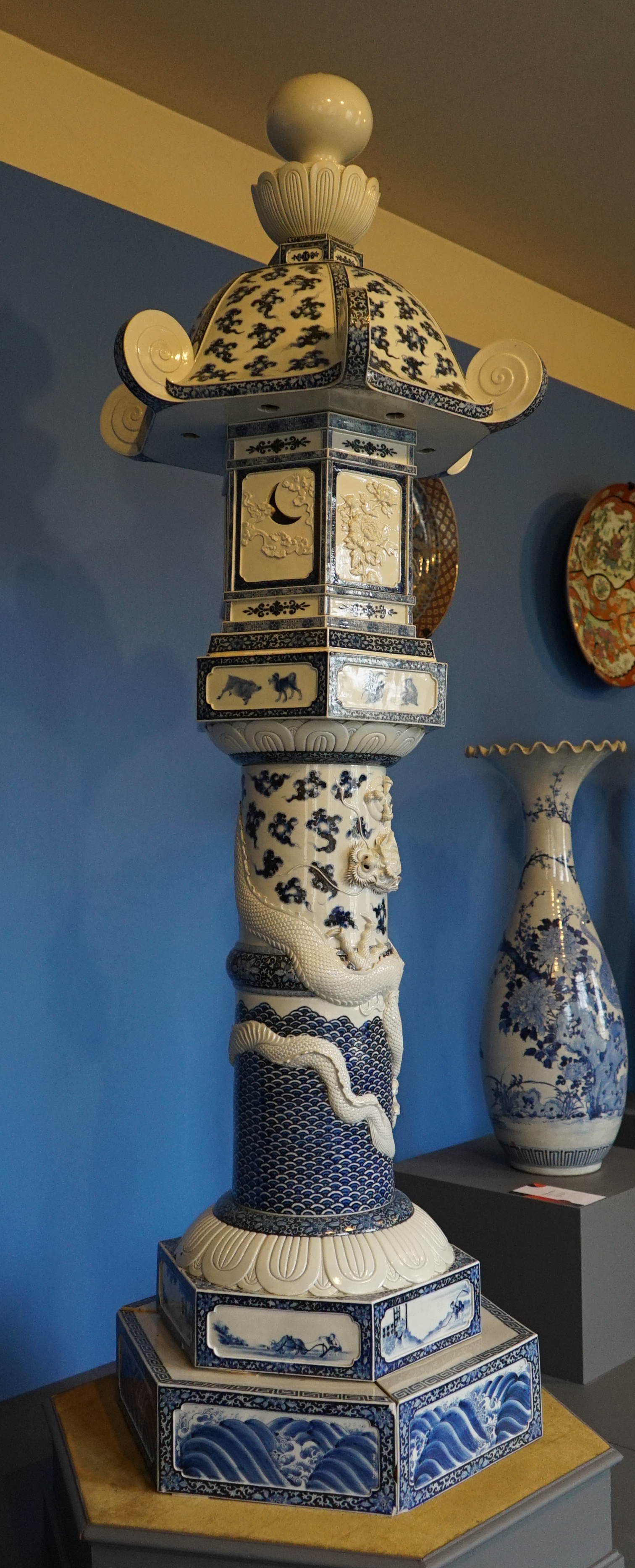
Du bleu typique de l'atelier de Seto.